# Nationalteatern, Prag

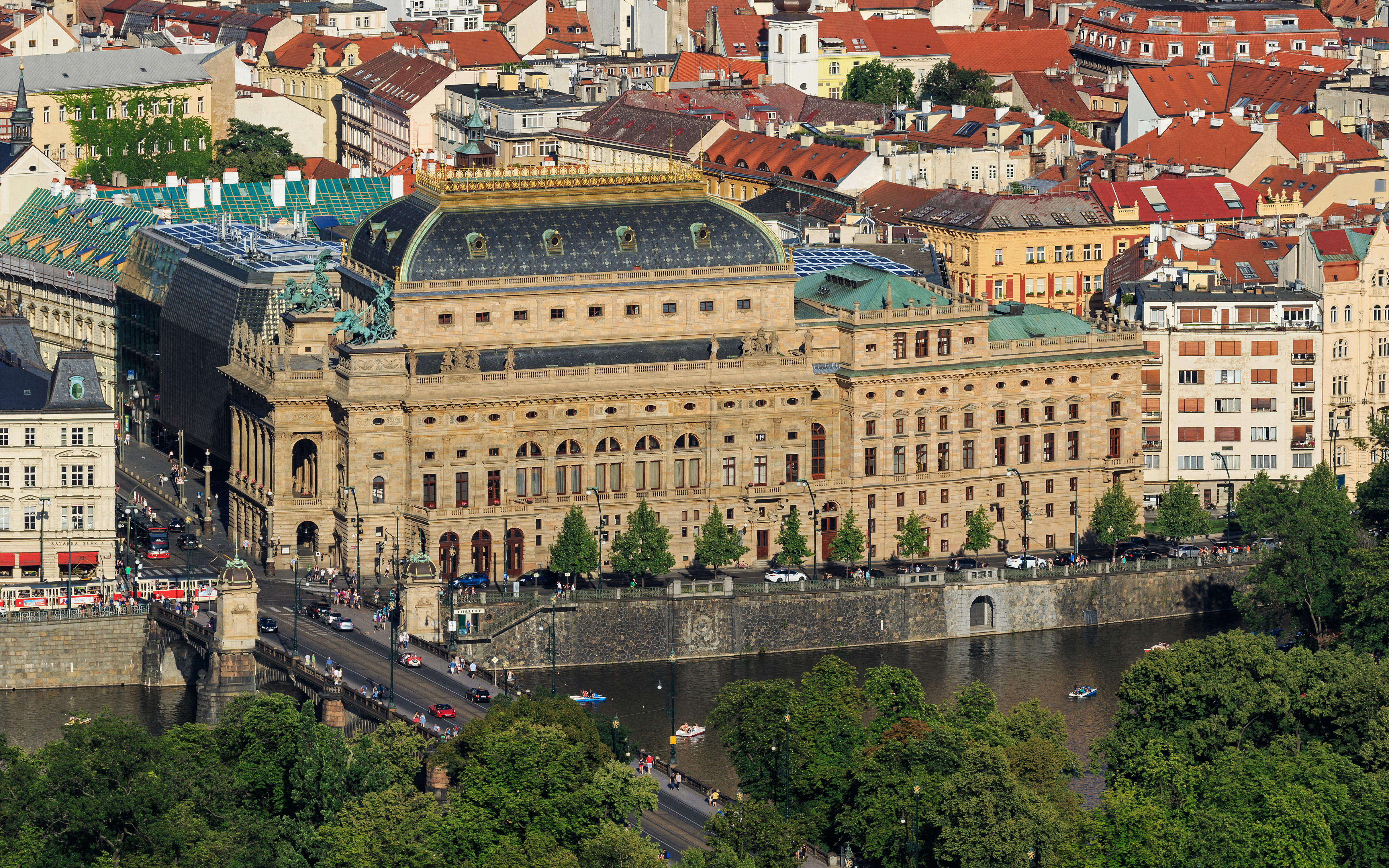
Nationalteatern

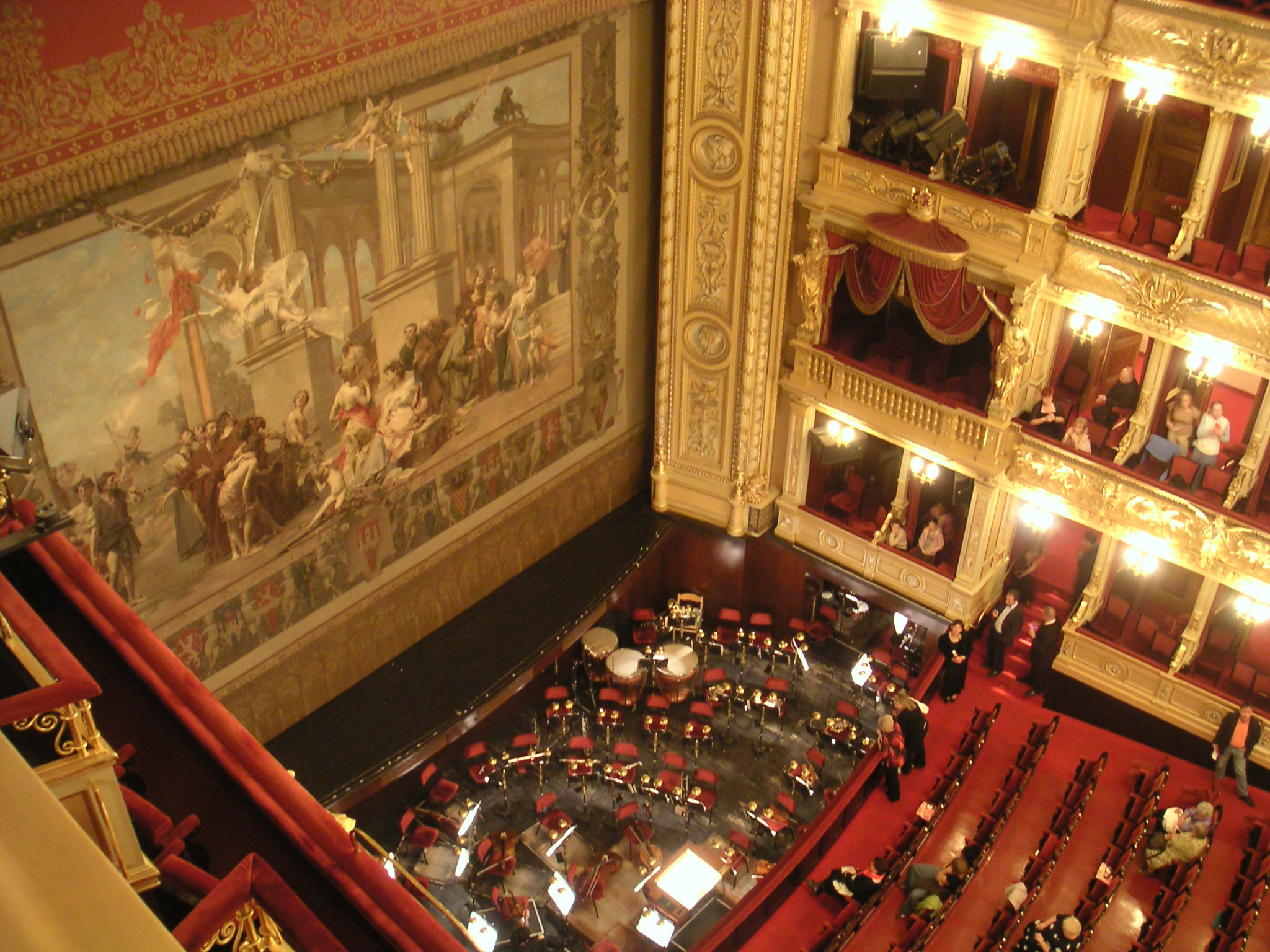
Interiör

Nationalteatern i Prag (tjeckiska:Národní Divadlo), är den mest kända teatern i Tjeckien. Teatern spelar opera, balett och drama.
Byggandet av den nuvarande teatern började 1868 och den 11 juni 1881 öppnades byggnaden officiellt av kronprins Rudolf av Österrike.